# آن فابر
آن فابر (بالفرنسية: Anne Faber)‏ هي منتجة تلفزيونية وطباخة وكاتِبة لوكسمبورغية، (و. القرن 20  م).